# Zero 7
Zero 7 és un grup de música Trip Hop, procedent del Regne Unit, associat amb un corrent musical anomenat Downtempo.

## Història
Zero 7 està format per Henry Binns i Sam Hardaker, que són amics des que eren adolescents, enginyers de so i nascuts tots dos al nord de Londres.
Quan van acabar l'escola van aconseguir com a nois dels encàrrecs en un estudi de gravació, on veien com treballaven els grups que eren a l'altra banda del vidre i, així, van aprendre a gravar discos. Aquesta experiència va ser la que els va portar a instal·lar un estudi propi de la mida d'un safareig.
Nigel Godrich, mag rere la cortina de discos de bandes com Radiohead, Beck o Travis, els va donar l'oportunitat de remescalr el tema Climbing Up the Walls de Radiohead, que apareix a l'àlbum OK Computer de l'any 1997.
La primera versió que en van fer els va ser retornada, ja que Radiohead no va quedar satisfet amb el resultat. Això els va impactar tant que es van concentrar perfeccionar l'acabat. La seva feina amb Climbing Up the Walls de Radiohead va ser suficient perquè el grup i el productor els fessin l'ullet i aixequessin els polzes: en aquell moment va néixer Zero 7, nom d'un club nocturn que hi ha a Honduras. A partir d'aquesta feina els van contractar per fer altres remixes de bandes com Lambchop o Lenny Kravitz.
El 1999, Zero 7 va treure el seu primer EP, que van anomenar EP1; només se'n van fer unes quantes còpies i es van vendre en pocs dies i va passar el mateix amb el segon EP, amb el nom EP2.

## Discografia
- Simple Things (2001)
- When It Falls (2004)
- The Garden (2006)
- Yeah Ghost (2009)
- Another Late Night (2002)
- Simple Things Remixes (2002)
- Record (2010)